# José Amodia
José Amodia (1936-2006) fue un profesor y escritor británico de origen español.

## Biografía
Nacido en la ciudad asturiana de Oviedo el 11 de junio de 1936 en una familia de ideología republicana, estudió Derecho en la Universidad de Oviedo, para terminar instalado en el Reino Unido, donde contraería matrimonio con una mujer inglesa hacia 1960. Crítico con el régimen franquista  y la figura del dictador más defensor de la Transición, fue autor de obras como Franco's Political Legacy: From Fascism to Façade Democracy (Rowman and Littlefield, 1977); entre otras. Falleció el 21 de septiembre de 2006.